# NBA 1969/70
NBA 1968/69 was het 24e seizoen van de NBA. Het begon op 14 oktober 1969 en eindigde op 8 mei 1970, toen New York Knicks de zevende wedstrijd van de NBA Finale met 113-99 won en daarmee op 4-3 kwam in de serie tegen verliezend finalist LA Lakers. Willis Reed van New York Knicks werd verkozen tot zowel NBA Most Valuable Player als NBA Finals Most Valuable Player.
New York Knicks werd in 1969/70 voor het eerst in de clubhistorie NBA-kampioen. LA Lakers verloor voor het derde jaar op rij de NBA-finale. Regerend kampioen Boston Celtics plaatste zich voor het eerst sinds het seizoen 1950/51 niet voor de play-offs.

## Eindstand regulier seizoen
| Eastern Division   | W  | V  |
| ------------------ | -- | -- |
| New York Knicks    | 60 | 22 |
| Milwaukee Bucks    | 56 | 26 |
| Baltimore Bullets  | 50 | 32 |
| Philadelphia 76ers | 42 | 40 |
| Cincinnati Royals  | 36 | 46 |
| Boston Celtics     | 34 | 48 |
| Detroit Pistons    | 31 | 51 |

| Western Division       | W  | V  |
| ---------------------- | -- | -- |
| Atlanta Hawks          | 48 | 34 |
| LA Lakers              | 46 | 36 |
| Chicago Bulls          | 39 | 43 |
| Phoenix Suns           | 39 | 43 |
| Seattle SuperSonics    | 36 | 46 |
| San Francisco Warriors | 30 | 52 |
| San Diego Rockets      | 27 | 55 |

## Playoffs
|  | Division Semifinals | Division Semifinals |                 |   | Division Finals | Division Finals |  |  | NBA Finale | NBA Finale |
|  |                     |                     |                 |   |                 |                 |  |  |            |            |
|  |                     |                     |                 |   |                 |                 |  |  |            |            |
|  |                     |                     |                 |   |                 |                 |  |  |            |            |
|  |                     |                     |                 |   |                 |                 |  |  |            |            |
|  | New York Knicks     | 4                   |                 |   |                 |                 |  |  |            |            |
|  | New York Knicks     | 4                   |                 |   |                 |                 |  |  |            |            |
|  | Baltimore Bullets   | 3                   |                 |   |                 |                 |  |  |            |            |
|  | Baltimore Bullets   | 3                   | New York Knicks | 4 |                 |                 |  |  |            |            |
|  |                     |                     | New York Knicks | 4 |                 |                 |  |  |            |            |
|  |                     | Milwaukee Bucks     | 1               |   |                 |                 |  |  |            |            |
|  | Philadelphia 76ers  | Milwaukee Bucks     | 1               | 1 |                 |                 |  |  |            |            |
|  | Philadelphia 76ers  |                     |                 | 1 |                 |                 |  |  |            |            |
|  | Milwaukee Bucks     | 4                   |                 |   |                 |                 |  |  |            |            |
|  | Milwaukee Bucks     | 4                   | New York Knicks | 4 |                 |                 |  |  |            |            |
|  |                     |                     | New York Knicks | 4 |                 |                 |  |  |            |            |
|  |                     | LA Lakers           | 3               |   |                 |                 |  |  |            |            |
|  | Atlanta Hawks       | LA Lakers           | 3               | 4 |                 |                 |  |  |            |            |
|  | Atlanta Hawks       |                     |                 | 4 |                 |                 |  |  |            |            |
|  | Chicago Bulls       | 1                   |                 |   |                 |                 |  |  |            |            |
|  | Chicago Bulls       | 1                   | Atlanta Hawks   | 0 |                 |                 |  |  |            |            |
|  |                     |                     | Atlanta Hawks   | 0 |                 |                 |  |  |            |            |
|  |                     | LA Lakers           | 4               |   |                 |                 |  |  |            |            |
|  | Phoenix Suns        | LA Lakers           | 4               | 3 |                 |                 |  |  |            |            |
|  | Phoenix Suns        |                     |                 | 3 |                 |                 |  |  |            |            |
|  | LA Lakers           | 4                   |                 |   |                 |                 |  |  |            |            |
|  | LA Lakers           | 4                   |                 |   |                 |                 |  |  |            |            |

## Beste statistieken
- Meeste punten (per wedstrijd): Jerry West (LA Lakers)
- Meeste rebounds (per wedstrijd): Elvin Hayes (San Diego Rockets)
- Meeste assists (per wedstrijd): Lenny Wilkens (Seattle SuperSonics)
- Hoogste percentage veldscores: Johnny Green (Cincinnati Royals)
- Hoogste percentage vrije worpen: Flynn Robinson (Milwaukee Bucks)

1950 · 1951 · 1952 · 1953 · 1954 · 1955 · 1956 · 1957 · 1958 · 1959 · 
1960 · 1961 · 1962 · 1963 · 1964 · 1965 · 1966 · 1967 · 1968 · 1969 · 
1970 · 1971 · 1972 · 1973 · 1974 · 1975 · 1976 · 1977 · 1978 · 1979 · 
1980 · 1981 · 1982 · 1983 · 1984 · 1985 · 1986 · 1987 · 1988 · 1989 · 
1990 · 1991 · 1992 · 1993 · 1994 · 1995 · 1996 · 1997 · 1998 · 1999 · 
2000 · 2001 · 2002 · 2003 · 2004 · 2005 · 2006 · 2007 · 2008 · 2009 · 
2010 · 2011 · 2012 · 2013 · 2014 · 2015 · 2016 · 2017 · 2018 · 2019 · 
2020 · 2021 · 2022 · 2023 · 2024